# 臀棘鯛
臀棘鯛輻鰭魚綱金眼鯛目燧鯛亞目燧鯛科的其中一種，分布於西南太平洋的澳洲及紐西蘭海域，棲息深度20-500公尺，體長可達24.6公分，棲息在深水域，無任何經濟價值。